# Canton d'Oyonnax-Sud
Le canton d'Oyonnax-Sud est une ancienne division administrative française, située dans le département de l'Ain en région Auvergne-Rhône-Alpes.

## Histoire

Localisation du canton dans l'Ain avant 2015

Le décret du 25 janvier 1982 scinde le canton d'Oyonnax en deux nouveaux cantons, Nord et Sud.
Conformément au décret du 13 février 2014, en application de la loi du 17 mai 2013 prévoyant le redécoupage des cantons français, le canton d'Oyonnax-Sud disparaît à l'issue des élections départementales de mars 2015. Un nouveau canton d'Oyonnax, composé essentiellement de la ville homonyme est créé, cependant que les quatre autres communes sont rattachées au canton de Nantua.

## Administration
| Période | Période | Identité       | Étiquette        | Qualité                                                                           |
| ------- | ------- | -------------- | ---------------- | --------------------------------------------------------------------------------- |
| 1982    | 2001    | Jean-Paul Émin | UDF-PR           | Sénateur (1989-2008) Vice-président du Conseil général Adjoint au maire d'Oyonnax |
| 2001    | 2015    | Michel Perraud | DVD puis UDI-PRV | Maire d'Oyonnax depuis 2008 Elu en 2015 dans le nouveau canton d'Oyonnax          |

## Composition
Le canton d'Oyonnax-Sud comprenait une fraction de la commune d'Oyonnax et quatre autres communes. Il comptait 19 038 habitants (population municipale) au 1er janvier 2012.
| Nom                 | Code Insee | Intercommunalité            | Population (dernière pop. légale)               |
| ------------------- | ---------- | --------------------------- | ----------------------------------------------- |
| Oyonnax (chef-lieu) | 01283      | CA Haut-Bugey Agglomération | Fraction : 11 727(2012) Commune : 22 485 (2014) |
| Bellignat           | 01031      | CA Haut-Bugey Agglomération | 3 656 (2014)                                    |
| Géovreisset         | 01171      | CA Haut-Bugey Agglomération | 917 (2014)                                      |
| Groissiat           | 01181      | CA Haut-Bugey Agglomération | 1 187 (2014)                                    |
| Martignat           | 01237      | CA Haut-Bugey Agglomération | 1 573 (2014)                                    |

## Démographie
| 1982 | 1990   | 1999   | 2006   | 2011   | 2012   |
| ---- | ------ | ------ | ------ | ------ | ------ |
| -    | 17 801 | 18 831 | 19 130 | 18 780 | 19 038 |